# Лейла Джордж
Лейла Джордж Д'Онофріо (нар. 20 березня 1992, Сідней, Австралія) — австралійська акторка.

## Раннє життя
Народилася в Сіднеї, Новий Південний Уельс, Австралія, у сім'ї актора та продюсера Вінсента Д'Онофріо й акторки Грети Скаккі і виховувалася матір'ю в Брайтоні, Східний Сассекс, Велика Британія. Має трьох молодших зведених братів.
У 2008 році відвідувала курси акторської майстерності в Брайтонському коледжі. Наступного року вона відвідувала коледж Кроулі, альма-матер її матері, а у 2010 році навчалася в Освітніх школах мистецтв у Лондоні. У 2011 році вона поїхала до Австралії, щоб навчатися в Сіднейській кіношколі. У 2012 році поїхала до США, щоб навчатися в Інституті Лі Страсберга в Нью-Йорку біля свого батька.

## Кар'єра
У 2013 році Д'Онофріо працювала над документальним фільмом «Останній імпресаріо» як додаткова операторка. У 2014 році вона зіграла зі своєю матір'ю в п'єсі Антона Чехова «Чайка» для театральної компанії «Чорний лебідь» у Перті. Її мати зіграла Аркадіну, а вона — Ніну, романтичну суперницю Аркадіної.
У 2016 році виконала головну роль у фільмі Mother, Can I Sleep with Danger?, це був її перший повнометражний телефільм. Знялася у фільмах Смертні машини (2018) і Біллі Кід (2019). У 2019 році почала грати молодшу версію персонажки Елен Баркін, Джанін «Смурф» Коді, у телесеріалі «Царство тварин».

## Особисте життя
У 2016 році почала стосунки з актором Шоном Пенном. Вони одружилися 30 липня 2020 року. 15 жовтня 2021 року подала на розлучення. Розлучення було оформлено 22 квітня 2022 року.
Після лісових пожеж в Австралії у 2019—2020 роках вона стала співпродюсеркою збору коштів знаменитостей на підтримку довгострокового збереження територій, які постраждали від лісових пожеж. Захід проходив у зоопарку Лос-Анджелеса.

## Фільмографія
| рік       | Назва                               | Роль                       | Примітки                                              |
| --------- | ----------------------------------- | -------------------------- | ----------------------------------------------------- |
| 2016      | Мамо, чи можу я спати з небезпекою? | Лія Льюісон                | Телевізійний фільм                                    |
| 2018      | Смертні машини                      | Кетрін Валентин            | Фільм                                                 |
| 2019      | Біллі Кід                           | Сара Катлер                | Фільм                                                 |
| 2019–2022 | Тваринне царство                    | Молода Джанін «Смурф» Коді | Повторювана роль (сезон 4); головна роль (5-6 сезони) |
| 2024      | Дисклеймер                          | молода Кетрін              | 7 серій                                               |
| TBA       | Довгий будинок                      | Една Годжес                | [ 19 ]                                                |